# Barry Tuckwell
Barry Emmanuel Tuckwell (ur. 5 marca 1931 w Melbourne, zm. 16 stycznia 2020 tamże) – australijski waltornista.

## Życiorys
Nauką gry na rogu zainteresował się w wieku 13 lat. Jego siostra, Patricia, była skrzypaczką Sydney Symphony Orchestra i umożliwiła bratu uczestnictwo w próbach tego zespołu. Uczył się u Alana Manna, następnie w latach 1947–1950 występował wspólnie z Sydney Symphony Orchestra. Od 1950 roku działał w Wielkiej Brytanii. Grał razem z Hallé Orchestra w Manchesterze (1951–1953) i Scottish National Orchestra w Glasgow (1953–1954). Był pierwszym waltornistą Bournemouth Symphony Orchestra (1954–1955) i London Symphony Orchestra (1955–1968). Od 1963 do 1974 roku uczył gry na rogu w Królewskiej Akademii Muzycznej w Londynie. Od 1980 do 1983 roku pełnił funkcję dyrygenta Tasmanian Symphony Orchestra. W 1982 roku założył w Hagerstown w stanie Maryland własną Maryland Symphony Orchestra. W 1996 roku otrzymał amerykańskie obywatelstwo. W tym samym roku wycofał się z działalności koncertowej.
Występował jako solista i kameralista. Koncertował i nagrywał płyty m.in. z Academy of St. Martin in the Fields, London Symphony Orchestra, Royal Symphony Orchestra i pianistą Władimirem Aszkenazim. Wykonywał zarówno klasyczne utwory na róg, jak i kompozycje pisane specjalnie dla niego przez takich twórców jak Thea Musgrave, Richard Rodney Bennett, Iain Hamilton, Alun Hoddinott i Don Banks. Opublikował podręcznik Horn (Londyn 1983, 2. wydanie 2002).
Odznaczony Orderem Imperium Brytyjskiego w stopniu oficera (1965) oraz Orderem Australii (1992).